# Peasiella mauritiana
Peasiella mauritiana is een slakkensoort uit de familie van de Littorinidae. De wetenschappelijke naam van de soort is voor het eerst geldig gepubliceerd in 1951 door Viader.